# Ma Huan
Ma Huan, nome di cortesia Chung-dao 宗道S (馬歡T, 马欢S, Mǎ HuānP; contea di Kuaiji, 1380 circa – 1460), è stato un esploratore e scrittore cinese è stato un esploratore e traduttore musulmano che accompagnò l'ammiraglio Zheng He in tre delle sue sette spedizioni verso gli oceani occidentali.

## Biografia
Si dice che non fosse nato musulmano, ma che fosse un cinese convertito all'Islam in giovane età, ed il suo cognome "Ma" non ha nulla a che fare con una discendenza musulmana. Conosceva molti testi classici cinesi e buddhisti. Imparò l'arabo in modo da poterlo tradurre.
Nella spedizione del 1413 (la 4°) visitò Champa, Giava, Sumatra, Palembang, Siam, Kochi e Hormuz.
Nella spedizione del 1421 visitò Malacca, Aru, Sumatra, Trincomalee, Ceylon, Kochi, Calicut, Dhofar e Hormuz.
Nella spedizione del 1431 visitò Bengala, Chittagong, Sonargaon, Gaur e Calicut. Da Calicut fu mandato dall'eunuco Hong Bao come emissario al La Mecca.
Durante le sue spedizioni Ma Huan prese appunti sulla geografia, la politica, le condizioni meteorologiche, l'ambiente, l'economia, le tradizioni e le punizioni per i criminali. Tornato dalla prima spedizione iniziò a scrivere un libro sui suoi viaggi, la cui prima stesura fu pronta attorno al 1416. La ampliò e la modificò durante i viaggi seguenti, e la versione definitiva fu completata attorno al 1451. Il titolo del libro fu Yingyai Shenglan (Indagine Globale delle Coste Oceaniche).
Durante le dinastie Ming e Qing furono stampate e copiate a mano molte edizioni. L'ultimo testo autentico di una versione stampata fu edito dallo storico Feng Chen jun. Una versione più recente, basata sulle edizioni copiate a mano della dinastia Ming, è stata ripubblicata in Cina dalla Ocean Publishing House.
Una traduzione in inglese eseguita da J.V.G. Mills (1887–1987) fu pubblicata dalla Hakluyt Society nel 1970, e ristampata nel 1997 dalla The White Lotus Press di Bangkok. La traduzione di Mills si basava sull'edizione di Feng Cheng jun.
Il Yingyai Shenglan è considerato dai sinologi di tutto il mondo una fonte primaria per la storia dell'esplorazione navale della dinastia Ming, per la storia del Sud-est asiatico e per la storia dell'India.
Tra i vari studiosi che hanno pubblicato studi su Ma Huan vi sono J.J.L. Duyvendak, F. Hirth, Paul Pelliot, Feng Chen jun, Xiang Da e J.V.G. Mills.